# Conjunto urbano e arquitetónico da Praça do Areeiro
O conjunto urbano e arquitetónico da Praça do Areeiro ou Praça Francisco Sá Carneiro, datado de 1930, é da autoria de Luís Cristino da Silva e está localizado no Areeiro, uma  freguesia portuguesa do concelho de Lisboa.
Este conjunto pertencente à zona centro da capital, datado de 1938  da autoria do arquiteto Faria da Costa. O bairro do Areeiro integra-se no extenso programa de construção de frentes urbanas lançadas por Duarte Pacheco, então ministro das obras públicas e também presidente da Câmara Municipal de Lisboa, entre os anos 30 e 40. A fim de evitar um crescimento desordenado da cidade, bem como a proliferação de arquitetura de má qualidade, consequências notórias de interesses privados e especulativos, depois  passou então o município a deter a exclusividade dos planos de expansão da cidade. 
A praça remata ao longo do eixo, do sentido Sul-Norte da Avenida Almirante Reis – a típica «avenida pobre» da Lisboa oriental dos anos de 1900-1920. Sucessivamente prolongada. A avenida atingiu pelos anos de 30 a área da antiga extração de areia que deu o nome ao lugar. Daí deriva para a Avenida do Aeroporto (actualmente Avenida Almirante Gago Coutinho) a Norte, em direcção a Alvalade e Avenidas Novas (pelas Avenida Padre Manuel da Nóbrega, a Noroeste,  e Avenida de João XXI, a Oeste), e em direcção às Olaias (pela Avenida Afonso Costa), a nascente. O projeto no seu conjunto, parece ter levado alguns anos a concluir, e outros a edificar, são conhecidas as datas de 1938, e 1949, mas a obra continuou depois dessa data. Possivelmente o Areeiro marca, até como símbolo, a transição da arquitetura portuguesa da fase de transição modernista dos anos 20-30 para neotradicionalista dos anos 40-50. A Praça do Areeiro, de planta em forma de escudo português das «cinco quinas», tem de facto feição tradicional e exibe uma clara simbólica nacionalista. Inclui edifícios alinhados que a envolvem, também estes com um desenho tradicional-historicista e seguindo um modelo que o autor, Cristino da Silva, procurava contemporaneamente «afinar» no projeto urbano para a nova Avenida Sidónio Pais, junto ao Parque Eduardo VII: o do prédio de habitação «neo-solarengo» à maneira dos edifícios residenciais da aristocracia portuguesa dos séculos XVII e XIII. Dai o uso de um «andar nobre», avarandado com sacadas de ferro; a modulação das pequenas janelas, a arcada térrea, descontinua, não conseguiu porém afirmar a necessária urbanidade para o sítio. Um corpo mais elevado com dez pisos marca simetricamente o conjunto, fazendo triangularmente a abertura para as duas avenidas que prolongam a praça a norte.
1. ↑  Almeida, P. V., Almeida, R. V., Caldas, J. V., Costa, A. A., França, J. A., Fernandes, J. M., Tousaint, M. (1997). Arquitetura do Século XX - Portugal. Lisboa: Portugal - Frankfurt. p. 188
2. ↑  Almeida, P. V., Almeida, R. V., Caldas, J. V., Costa, A. A., França, J. A., Fernandes, J. M., Tousaint, M. (1997). Arquitetura do Século XX - Portugal. Lisboa: Portugal - Frankfurt, p. 188.